# Carlos Labrín
Carlos Alfredo Labrín Candia (* 2. Dezember 1990 in Mulchén) ist ein chilenischer Fußballspieler. Der Innenverteidiger bestritt drei Länderspiele für die chilenische Fußballnationalmannschaft.

## Karriere

### Verein
In Mulchén geboren, schloss sich Carlos Labrín als Jugendlicher der Nachwuchsabteilung von CD Huachipato an. Im Jahr 2008 wurde er in die erste Mannschaft befördert und etablierte sich schnell als Stammspieler in der Innenverteidigung, nachdem er durch seine Leistungen während der Clausura auf sich aufmerksam gemacht hatte. Im Januar 2011 bestätigte der Vorsitzende von FC Palermo, Maurizio Zamparini, die Verpflichtung vom chilenischen Verteidiger zum Juli 2011 für eine Ablösesumme von 1,3 Millionen Euro. Im August 2011 wurde er an Novara Calcio verliehen.
Im Januar 2013 kehrte Labrín auf Leihbasis bis zum Jahresende zu Huachipato, dem frisch gekürten chilenischen Fußballmeister, zurück. Dort absolvierte er die meisten Spiele der Saison, einschließlich der Copa Libertadores, wo er in einem 2:1-Auswärtssieg gegen das brasilianische Team Grêmio in der neu errichteten Arena do Grêmio eine starke Leistung zeigte. Im Januar 2014 verlängerte er seine Leihe um sechs Monate, doch unter Trainer Mario Salas fand er wenig Berücksichtigung. Nach Differenzen mit Salas und dem Ende seiner Zeit in Europa wechselte Labrín und im Juli 2014 zu San Marcos. Nach einem Jahr beim Team aus dem Norden Chiles schloss er sich Audax Italiano an. Dort entwickelte sich Labrín zum Stammspieler und blieb acht Jahre beim Klub italienischer Einwanderer. Im Jahr 2024 wechselte er gemeinsam mit seinem Teamkollegen Osvaldo Bosso zu Ñublense.

### Nationalmannschaft
Für die chilenische Nationalmannschaft bestritt Labrín zwischen Mai 2010 und August 2012 drei Länderspiele. Beim Freundschaftsspiel gegen Trinidad und Tobago debütierte der Defensivakteur und spielte zuletzt beim Freundschaftsspiel gegen Ecuador.
Zuvor hatte Labrín für verschiedene Jugendnationalmannschaften gespielt.